# Kalju Ojaste
Kalju Ojaste, né le 8 décembre 1961 à Otepää, est un biathlète estonien. Il a participé à trois éditions des Jeux olympiques entre 1992 et 1998.

## Biographie
Sa fille Triin est une fondeuse de haut niveau.
Il commence l'entraînement dans le biathlon en 1978 au club SC Pohjakotkas. Il ne parvient pas à se faire une place dans l'équipe nationale soviétique dans les années 1980. Il est actif en tant que triathlète durant cette période, concourant internationalement.
Il émerge en 1992, année où les pays appartenant à l'ex-URSS commencent à concourir indépendamment, participant notamment aux Championnats du monde à Novossibirsk, où il remporte la médaille de bronze à la course par équipes avec Aivo Udras, Urmas Kaldvee et Hillar Zakhna. La même année, il prend part aux Jeux olympiques d'Albertville, se classant 37e du sprint. Il participe aux Jeux olympiques de Lillehammer en 1994.
Lors des Jeux olympiques de Nagano, il est le porte-drapeau de l'équipe estonienne. Il arrête sa carrière sportive en 1998.
En Coupe du monde, il marque ses premiers points en mars 1994 à Canmore (18e) et signe son meilleur résultat individuel avec une quinzième place, obtenue sur l'individuel de Lahti en 1994-1995.
Il est depuis devenu entraîneur et occupe un rôle de mentor dans l'équipe d'Estonie de ski.

## Palmarès

### Jeux olympiques d'hiver
| Épreuve / Édition | Individuel | Sprint | Poursuite                        | Relais |
| Albertville 1992  | 37e        | 59e    | Épreuve inexistante à cette date | 11e    |
| Lilehammer 1994   | 69e        | -      | Épreuve inexistante à cette date | 13e    |
| Nagano 1998       | 44e        | -      | -                                | 13e    |

- - : pas de participation à l'épreuve.
- : épreuve inexistante lors de cette édition.

### Championnats du monde
| Épreuve     | 1992 à Novossibirsk | 1993 à Borovets | 1995 à Antholz | 1996 à Ruhpolding | 1997 à Osrblie |
| ----------- | ------------------- | --------------- | -------------- | ----------------- | -------------- |
| Individuel  |                     | 54e             | 20e            | 32e               | 40e            |
| Sprint      |                     | 31e             | 30e            | 55e               |                |
| Relais      |                     | 7e              | 18e            | 17e               | 9e             |
| Par équipes | Bronze              |                 |                |                   |                |

### Coupe du monde
- Meilleur classement général : 57e en 1995.
- Meilleur résultat individuel : 15e.

#### Différents classements en Coupe du monde
| Année | Classement général final |
| 1994  | 67e                      |
| 1995  | 57e                      |
| 1996  | 64e                      |
| 1997  | 81e                      |
| 1998  | 78e                      |

### Championnats du monde de biathlon d'été
- Médaille de bronze du relais en 1997.